# Hamilton, Texas
Hamilton är administrativ huvudort i Hamilton County i Texas. Orten har fått sitt namn efter politikern James Hamilton Jr.